# Tenshō Shūbun
Tenshō Shūbun (jap. 天章周文; ur. ? zm. ok. 1460) – XV-wieczny japoński mnich zen, malarz i rzeźbiarz.

Tenshō Shūbun, Czytanie w bambusowym studio

Był mnichem w świątyni Shōkoku-ji w Kioto. Uczeń Josetsu. Ok. 1424 roku przebywał z misją dyplomatyczną na Półwyspie Koreańskim. Tworzył monochromatyczne malarstwo tuszem (suiboku-ga), uważany jest za twórcę stylu karayō. Pejzaże Shūbuna, inspirowane dziełami chińskich mistrzów, przesiąknięte są mistyczną atmosferą. Wykonał m.in. dekoracje malarskie na fusuma w rezydencji księcia Sadashige Fushimi. Zajmował się także rzeźbą, jego dziełem jest posąg Buddy Amidy w świątyni Ungo-ji w Kioto.
Jego uczniami byli Sesshū Tōyō i Oguri Sōtan.